# Bart's Comet
"Bart's Comet" är avsnitt 14 från säsong sex av Simpsons och sändes på Fox i USA den 5 februari 1995. I avsnittet upptäcker Bart Simpson en komet och det visar sig att den är på väg mot Springfield. Idén kom sedan författarna hade sett omslaget på ett nummer av Time. John Swartzwelder skrev avsnittet och det regisserades av Bob Anderson. Avsnittet innehåller referenser till Var är Waldo? och The Twilight Zone.

## Handling
Sedan Bart saboterat rektor Skinners väderballong bestämmer sig Skiner för att straffa honom genom att låta honom hjälpa till med hans observationer av rymden. Skinner drömmer om att hitta något nytt på himlen och att få det uppkallat efter sig. Bart lokaliserar då av misstag en komet, som blir uppkallad efter honom. Forskarna upptäcker snart att kometen är på väg rakt mot Springfield. Professor Frink tänker ut en plan: han ska bygga en raket som ska förstöra kometen. Efter uppskjutningen hamnar raketen ur kurs och missar kometen och förstör istället den enda bron i staden, vilket gör att invånarna i staden sitter fast där.
USA:s kongress har en proposition om att evakuera Springfield men den blir nedröstad. Homer bestämmer då att familjen ska stanna i ett skyddsrum som Ned Flanders byggt. Ned hade förutsett att Homer ville bo där så hans skyddsrum är stort nog för båda familjerna. En timme innan kometen ska krocka med jorden kommer resten av invånarna till skyddsrummet. Ned släpper in dem, men det blir en för mycket och någon måste lämna skyddsrummet. De kommer fram att den som de behövs minst i framtiden av dem i skyddsrummet är Ned, eftersom de inte behöver en butik för vänsterhänta. Ned går frivilligt ut ur skyddsrummet och väntar in kometen. Under tiden börjar de en gissningslek i skyddsrummet som spårar ut och det slutar med att alla lämnar skyddsrummet.
De träffar Ned och börjar sjunga medan de väntar in kometen som då den kommer in i atmosfären börjar brinna upp av alla föroreningar i luften och det lilla som är kvar av kometen kraschar och förstör Neds tomma skyddsrum. Lisa blir chockad över att inse att alla föroreningar som hon kämpar för räddade deras liv och Bart och Homer blir rädda över att Homer hade rätt med hans idé efter bron sprängdes, att kometen skulle brinna upp vilket börjar skrämma hela familjen.

## Produktion
Idén till avsnittet kom efter att de hade sett omslaget på ett nummer av Time som bestod av kometer som var på väg att träffa jorden. Det tog flera dagar att komma på handlingen och Swartzwelder fick skriva manuset. I avsnittet ser man enligt David Mirkin flera av typiska Swartzwelder-humor som att vaktmästare Willie misstas för en irakier och farfar och Jasper är utanför en butik som säljer saker från 1940-talet. Scenen i bombskyddet fick ritas i flera lager så att det blev lättare att animera.
Kent Brockmans lista över personer som är homosexuella består av personer som arbetar med produktionen De fick godkänna att deras namn skulle vara på listan. Listan har gjort att några felaktigt ha blivit utpekade som homosexuella. Database medverkar för första gången i avsnittet, Matt Groening gillar bara honom då han använder en mening. Mirkin anser att avsnittet är ett av hans favoriter från serien, den har en bra handling samt visar känslor och humor. Bob Anderson regisserade avsnittet.

## Kulturella referenser
Soffskämtet är en referens till Fleischer Studios. Konstellationen av de tre vise männen är en ritning av The Three Stooges. Att invånarna drar i sina kragar efter att raketen förstör den enda bron ut ur stan är det en hänvisning till Spöket och Mrs. Muir. Waldo syns i en av vinklarna i bombskyddet. Bombskyddet är en referens till The Twilight Zone och avsnitten "The Shelter" samt "The Monsters Are Due on Maple Street". Då Professor Frink råkar sätta eld på modellen är det en referens till Tillbaka till framtiden. Supervännerna är en referensens till den tecknade serien, Rättvisans kämpar. I avsnittet sjunger invånarna "Que Sera, Sera (Whatever Will Be, Will Be)" av Doris Day.

## Mottagande
Avsnittet hamnade på plats 33 över mest sedda program med en Nielsen ratings under veckan på 11.3. Det var det fjärde mest sedda på Fox under veckan. Warren Martyn och Adrian Wood har i boken I Can't Believe It's a Bigger and Better Updated Unofficial Simpsons Guide, kallat avsnittet för utmärkt och hade bra delar som när Maude Flanders skämtar om Ned. Mikey Cahill har i Herald Sun skrivit att svarta tavlan-skämtet är en av hans favoriter av skämten i seriens historia. Colin Jacobson på DVD Movie Guide har i sin recension av sjätte säsongen sagt om avsnittet att han inte har samma entusiasm för det som Mirkin gör. Han tycker det är ett genomgående bra avsnitt, men det är lite av ett problem att det är alltid slutar lyckligt. Ryan Keefer på DVD Verdict gav avsnittet betyg B-. Den 26 juli 2007 listade Nature avsnittet som en av de tio bästa med temat vetenskap i seriens historia.